# Thomas Winkelbauer
Thomas Winkelbauer (* 14. března 1957 Vídeň) je rakouský historik, který se zabývá dějinami habsburské monarchie, především dějinami rakouských a českých zemí v raném novověku.
V letech 1975-1984 vystudoval historii, politologii a klasickou filologii na univerzitě ve Vídni, kde v roce 1984 získal titul Dr. Od téhož roku působí na Historickém ústavu Univerzity Vídeň. V roce 1998 se habilitoval pro obor rakouské dějiny a v roce 2007 byl jmenován profesorem. Dne 24. května 2006 obdržel na Masarykově univerzitě v Brně titul Dr.h.c. v oboru historické vědy.

## Ocenění
- 1985 Cena Leopolda Kunschaka
- 1986, 1998 uznání spolkové země Dolní Rakousko za mimořádné počiny v oblasti vědy
- 2006 diplom dr.h.c. (obor historické vědy) Masarykovy univerzity v Brně